# Diócesis de Minas
La diócesis de Minas (en latín: Dioecesis Fodinensis) fue una circunscripción eclesiástica de la Iglesia católica en Uruguay. Se trataba de una diócesis latina, sufragánea de la arquidiócesis de Montevideo. Fue suprimida el 2 de marzo de 2020.

## Territorio y organización
La diócesis tenía 17 776 km² y extendía su jurisdicción sobre los fieles católicos de rito latino residentes en el departamento de Lavalleja y en los municipios de Aiguá (del departamento de Maldonado) y Lascano (del departamento de Rocha).
La sede de la diócesis se encontraba en la ciudad de Minas, en donde su catedral era la actual Concatedral de la Inmaculada Concepción de la diócesis de Maldonado-Punta del Este-Minas.
En 2019 en la diócesis existían 10 parroquias.

## Historia
La diócesis de Minas fue erigida el 25 de junio de 1960 mediante la bula Cum venerabilis del papa Juan XXIII, obteniendo el territorio de la diócesis de Melo.
El 10 de enero de 1966 mediante la bula Novas constituere del papa Pablo VI cedió una porción de su territorio para la erección de la diócesis de Maldonado-Punta del Este.
El 1 de julio de 2009 el obispo de Minas Francisco Domingo Barbosa Da Silveira renunció por estar involucrado en un escándalo homosexual.
El 2 de marzo de 2020, mediante la bula Ecclesiae proficiat el papa Francisco ordenó la unión de las diócesis de Maldonado-Punta del Este y de Minas, tomando el nombre de diócesis de Maldonado-Punta del Este-Minas.

## Estadísticas
Según el Anuario Pontificio 2020 la diócesis tenía a fines de 2019 un total de 47 328 fieles bautizados.
| Año                                                                             | Población            | Población | Población      | Sacerdotes | Sacerdotes    | Sacerdotes    | Bautizados por sacerdote | Diáconos permanentes | Religiosos | Religiosos | Parroquias |
| Año                                                                             | Bautizados católicos | Total     | % de católicos | Total      | Clero secular | Clero regular | Bautizados por sacerdote | Diáconos permanentes | Varones    | Mujeres    | Parroquias |
| ------------------------------------------------------------------------------- | -------------------- | --------- | -------------- | ---------- | ------------- | ------------- | ------------------------ | -------------------- | ---------- | ---------- | ---------- |
| 1966                                                                            | ?                    | 170 000   | ?              | 14         | 10            | 4             | ?                        |                      |            |            | 8          |
| 1970                                                                            | 69 850               | 82 176    | 85.0           | 16         | 15            | 1             | 4365                     |                      | 7          | 30         | 8          |
| 1976                                                                            | 65 000               | 77 500    | 83.9           | 18         | 16            | 2             | 3611                     |                      | 5          | 26         | 8          |
| 1980                                                                            | 75 100               | 87 500    | 85.8           | 19         | 16            | 3             | 3952                     |                      | 6          | 36         | 9          |
| 1990                                                                            | 78 900               | 89 500    | 88.2           | 14         | 13            | 1             | 5635                     | 1                    | 6          | 27         | 10         |
| 1999                                                                            | 97 000               | 103 000   | 94.2           | 18         | 18            |               | 5388                     |                      | 4          | 25         | 12         |
| 2000                                                                            | 98 400               | 104 500   | 94.2           | 16         | 16            |               | 6150                     |                      | 4          | 23         | 12         |
| 2001                                                                            | 101 000              | 106 000   | 95.3           | 16         | 16            |               | 6312                     |                      | 4          | 23         | 12         |
| 2002                                                                            | 57 000               | 71 100    | 80.2           | 14         | 13            | 1             | 4071                     |                      | 5          | 23         | 10         |
| 2003                                                                            | 57 000               | 71 100    | 80.2           | 14         | 13            | 1             | 4071                     |                      | 5          | 23         | 10         |
| 2004                                                                            | 50 000               | 71 100    | 70.3           | 14         | 13            | 1             | 3571                     | 1                    | 5          | 22         | 10         |
| 2013                                                                            | 74 000               | 77 300    | 95.7           | 14         | 11            | 3             | 5285                     | 1                    | 3          | 5          | 10         |
| 2016                                                                            | 54 500               | 69 985    | 77.9           | 14         | 11            | 3             | 3892                     | 1                    | 3          | 4          | 10         |
| 2019                                                                            | 47 328               | 61 127    | 77.4           | 9          | 9             |               | 5258                     | 1                    |            | 3          | 10         |
| Fuente: Catholic-Hierarchy, que a su vez toma los datos del Anuario Pontificio. |                      |           |                |            |               |               |                          |                      |            |            |            |

## Episcopologio
- José María Cavallero † (9 de julio de 1960-29 de mayo de 1963 falleció)
- Edmondo Quaglia Martínez † (29 de mayo de 1964-12 de julio de 1976 falleció)
- Carlos Arturo Mullín Nocetti, S.I. † (3 de noviembre de 1977-17 de marzo de 1985 falleció)
- Victor Gil Lechoza † (9 de noviembre de 1985-21 de junio de 2001 falleció)
  - Sede vacante (2001-2004)[nota 1]
- Francisco Domingo Barbosa Da Silveira † (6 de marzo de 2004-1 de julio de 2009 renunció)[nota 2][7]
- Jaime Rafael Fuentes (16 de octubre de 2010-2 de marzo de 2020 retirado)